# Адраст
Адраст (грч. Ἄδραστος) је у грчкој митологији био краљ Аргоса.

## Етимологија
Његово име има значење „онај који стоји на свом тлу“.

## Митологија
Био је син Талаја и Еуриноме, Лисимахе или Лисијанасе. Са Амфитејом је имао децу; Аргију, Дејпилу, Егијалеју, Егијалеја, Кијанипа и Хипоноја. У време Адрастове владавине, Аргом, односно облашћу Арголиде, владало је три краља, од којих је један био сам Адраст. Овакво стање је настало када је краљ Прет (Данајин стриц) дао трећину краљевства Меламподу јер је излечио његове кћерке, Претиде, од лудила. Мелампод је поделио краљевство са својим братом Бијантом, тако да су њих двојица владала над две трећине, а остатком је владао Алектор, који је припадао Претовој породици. Касније, на престо су ступили њихови наследници; Ифид (Алекторов син), Амфијарај (Меламподов потомак) и Адраст, Бијантов унук. Три породице су најпре владале сложно, али је временом дошло до сукоба. Тако је Амфијарај убио Адрастовог оца или брата Пронакта, због чега је овај био принуђен да побегне у Сикион код свог деде Полиба. Полиб није имао деце, па му је уступио престо. Међутим, касније се Адраст ипак вратио на Аргос, измирио са Амфијарајем и чак му дао руку своје сестре Ерифиле.
Адраст је удао две своје кћерке за изгнанике; Аргију за Тебанца Полиника, а Дејпилу за Тидеја из Калидоније. Зетови су му обећали да ће повратити своје родне земље и он је подигао своју армију против Тебе. Тако је започео рат седморице против Тебе, који је само он преживео захваљујући свом коњу. Његови будући зетови су стигли у исто време, током ноћи у његову палату. Они су тада отпочели међусобну тучу, те пробудили Адраста, који их је раздвојио. Неки су говорили да их је Адраст тада упоредио са дивљим зверима, или зато што су се тукли попут животиња или зато што су се тукли око кревета. Међутим, према другим ауторима, Адраст је заправо видео декорације на њиховим штитовима; осликане вепра и лава. Тада се присетио пророчанства према коме ће се његове кћерке удати баш за те животиње. Будући да је Адраст веровао у пророчанства, ово је противмачио тако да су њих двојица управо те звери. Према Статију, Адраст је тада срећно ускликнуо како су богови одиста добри, јер је ово схватио као поклон од њих. Према Еурипиду, Адрасту је замерено што је кћерке дао двојици непознатих странаца, на шта указују и Тезејеве речи које му је упутио након рата „седморице“. Међутим, макар Тидеј није могао да буде потпуни странац, јер је његов стриц Капанеј био син Адрастове сестре Астиноме. Изгнаници нису показали намеру да проведу миран живот у Аргу. Уместо тога, показали су жељу да се врате у своје домовине, али је то морало да се оствари насиљем, с обзиром на њихове статусе тамо. И Адраст је био амбициозан човек, те подржао намере својих зетова и одлучио да прво помогне Полинику. Међутим, занимљиво је да Адраст, који је веровао у знамења, за овај подухват није консултовао пророчиште. Чак, Амфијарај, који је имао видовњачке моћи и који није желео да пође у рат, упозорио је Адраста да ће се трагично завршити по све учеснике, али то Адраста није одвратило. Он је позвао друге две породице у рат и оне су се одазвале, добровољно или уз подмићивање.
Када је сакупио војску, Адраст је према Статијевим наводима, већ био на прелазу од средовечног човека до старца. У Немеји, где је војска застала како би узела залихе воде, успоставио је први пут немејске игре, где је упркос својим годинама победио у јахању коња, што је заправо било више због тога што је јахао божанског коња Ариона, кога је био добио од Херакла. Игре су направљене у част малог принца Офелта, кога је ујела отровна змија, јер га је његова дадиља Хипсипила оставила како би војницима показала где је извор. Након тих игара, армија је отишла на Китерон (планину између Беотије и Атике) где је Тидеј био послат као изасланик у Тебу како би поручио Етеоклу да преда престо Полинику, како се и раније договорио са братом. Договор је био да се на престолу смењују сваке године. Пошто ово изасланство није уродило плодом, напали су Тебу тако да по један командант опседа по једну од укупно седам капија тог града. У рату који је уследио, сви су изгинули осим Адраста. Преживео је зато што се напокон дозвао памети и побегао остављајући логор, војску и своје зетове. Иако је дискутабилно да ли је у питању била мудрост или кукавичлук, све је ионако било изгубљено. Међутим, без обзира што га је божански коњ однео из те кланице, према Еурипидовим речима, Адраст је након тога жалио зато што и сам није изгубио живот.
Након рата који се завршио у корист Тебанаца, престо је ипак остало упражњено, јер је и краљ изгубио живот, а и његов брат, па је Креонт постављен за регента и заштитника престолонаследника Лаодаманта, Етеоклевог сина. Међутим, од првог дана ступања на дужност, Креонт је сишао са ума. Тако је издао прокламацију, противну сваког људском и божанском закону, да се тела погинулих (не само Аргиваца, већ и Тебанаца) са поља крај тебанских зидина, не смеју сахранити. Међутим, Адраст није могао да реагује, јер је овај рат уништио његову борбену силу. Зато је отишао у Атину и молио краља Тезеја да посредује. Тезеј је указао Адрасту на све његове грешке и где је ту његова одговорност, али, према Еурипиду, Адраст му је одговорио да није дошао како би то слушао, већ ради помоћи. У молби су се придружиле и аргивске жене, а подршку им је пружила и Тезејева мајка Етра. Тезеј је напао Тебу, покорио је, казнио Креонта и дозволио породицама погинулих да узму тела. Међутим, Тебанци нису признавали да су ратовали против Тезеја, већ да су добровољно предали тела мртвих да се сахране. Према једној причи, захваљујући свом говорничком дару, Адраст је успео да наговори Креонта да ипак попусти у својој намери.
Након десет година, Адраст је поново напао Тебу, овај пут са синовима јунака који су изгинули прошли пут (који су се звали Епигони). Ова војска је била мање бројна него претходна, али су предзнаци овај пут били повољни. Пророк Тиресија је предсказао да ће Епигони успети у својој намери тек када Адраст умре. Када је Адрастов син Егијалеј изгубио живот у борби, Адраст је умро од бола и тада је Теба била освојена. Постоји и прича према којој је самовољно скочио у ватру како би се пророчанство испунило.

## Култ
Адраст је поштован у више грчких градова. У Аргу је испред Дионисовог храма приказивана његова кућа. У Колону, близу Атине је постојало светилиште њему посвећено, а његов култ је посведочен и у Мегари, где је према једној верзији приче и умро. Његов гроб је приказиван на тргу у Сикиону. У Сикиону су га славили зато што му је деда Полиб уступио престо тог града и опевали у трагедијама. Међутим, шестсто година након Адрастове смрти, у време које се вреднује као историјско, када је Клистен дошао на власт, његова позиција је ослабила. Клистен није волео аргивски утицај и решио је да укине такмичења песника који су опевали трагичну судбину јунака. Уместо тога, обновио је певање у част Диониса. Такође је желео да измести јунаков гроб који се налазио на пијачном тргу у његовом граду, али се није усуђивао да то учини без потврде ауторитета. Зато је затражио савет делфског пророчишта. Међутим, према Херодоту, није добио за њега задовољавајући одговор. Пошто није могао на тај начин да поништи утицај Аргиваца, Клистен је увео култ Меланипа који је умро бранећи Тебу. Такође, променио је називе племена.